# Wikimédia Belgique
Wikimédia Belgique, également nommé Wikimedia Belgium en anglais, Wikimedia België en néerlandais et Wikimedia Belgien en allemand, est la section belge de la Fondation Wikimedia constitué en association sans but lucratif. 
À l'instar de la section Wikimedia CH (Suisse), l'association dans sa portée nationale gère les trois langues officielles que sont le néerlandais, le français et l'allemand tout en utilisant l'anglais pour faciliter l'intercompréhension entre ses membres.

## Histoire
Cette association fut créée le 8 octobre 2014 à Bruxelles par un groupe d'utilisateurs qui organisait déjà de façon annuelle le concours photographique « Wiki Loves Monuments Belgium & Luxembourg » ainsi que des ateliers Wikipédia. 
Compte tenu de la complexité des deux groupes linguistiques, une préparation de 5 ans a été nécessaire à la mise sur pied du projet sous l’initiative de Maarten Deneckere qui fut choisi comme premier président lors du dépôts des statuts légaux de l'association.
Début 2019, Wikimédia Belgique fut répertorié sur le site BonnesCauses.be de la Fondation Roi Baudouin.

## Projets et partenariats
Un des aspects du travail de l'association consiste à nouer des partenariats avec des acteurs culturels (musées, bibliothèques, etc.) de manière à partager avec les projets soutenus, la connaissance conservée par les institutions. À titre d'exemple:
- Institut royal du patrimoine artistique, Bruxelles ;
- PACKED vzw (nl) asbl, Gent ;
- Open Knowledge Belgium, Bruxelles ;
- FOSDEM, Bruxelles ;
- Commission communautaire flamande, Bruxelles ;
- Mons 2015, Mons.

Elle collabore au sein de WikiFranca avec d'autres sections Wikimedia francophones et les groupes de travail affiliés notamment au cours du mois de la contribution.